# Laura Gnjatović
Laura Gnjatović (Zadar, 23. veljače 2002.) hrvatska je manekenka, pobjednica izbora Miss Universe Hrvatska 2025.

## Životopis
Rođena je u Zadar, a trenutno živi u Dubrovnik, Laura završava treću godinu preddiplomskog studija sestrinstva na Sveučilište u Dubrovniku. Uz studij radi u lokalnoj klinici i igra profesionalnu odbojku za Ženski odbojkaški klub Dubrovnik. Nedavno je osvojila zlatnu medalju igrajući odbojku u Prva hrvatska odbojkaška liga.
Također je osvojila stipendiju u vrijednosti do 20.000 euro za preddiplomski ili MBA studij na Zagrebačka škola ekonomije i managementa.
Dana 28. travnja 2025. predstavljala je Zadar na izboru za Miss Universe Hrvatska 2025. i natjecala se protiv 24 druge kandidatkinje u dvorani Emerald Ballroom hotela Esplanade u Zagrebu, gdje je osvojila titulu, a naslijedila ju je Zrinka Ćorić.
21. studenog 2025. predstavljat će Hrvatska na izboru za Miss Universe 2025. u Impact Challenger Hallu u Pak Kretu, Nonthaburi, Tajland.

## Vanjske poveznice
- Arijana Podgajski na Instagram